# تضخم الثدي
تضخم الثدي أو ضخامة الثدي هي حالة طبية نادرة تصيب النسيج الضام للثدي حيث يصبح الثدي كبير بشكل مفرط.
يتم تقسيم الحالة على حسب شدتها إلى نوعين.
قد يكون سبب تضخم نسيج الثدي هو زيادة الحساسية النسيجية لأنواع معينة من الهرمونات مثل الهرمونات التناسلية، البرولاكتين وعوامل النمو. تضخم الثدي هو كبر تدريجي حميد في أنسجته وقد يحدث في كلا الثديين أو في ثدي واحد فقط.
ووصفت الحالة علمياً لأول مرة في عام 1648.

## الوصف والأنواع
المؤشر على التضخم هو عندما يتجاوز وزن الثدي 3% من وزن الجسم الكلي. هناك تعريفات مختلفة لما قد يعتبر زيادة مفرطة في نسيج الثدي، وهو نسيج الثدي المتوقع بالإضافة للأنسجة الزائدة، يتراوح من 0.6 كجم حتى 2.5 كجم.

### تضخم الثدي العذري
الأعراض الأخرى بجانب تضخم حجم الثدي، تشمل آفات حمراء تسبب الحكة وألم بالثدي. يتم التشخيص عندما ينمو ثدي فتاة مراهقة بصورة سريعة ويصبح وزنه كبير جداََ بعد أول حيض لها. يشير بعض الأطباء أن نمو الثدي السريع يحدث قبل بداية الحيض.
بعض النساء المصابات بتضخم الثدي العذري يختبرون نمو للثدي بمعدل ثابت على مدار سنوات، بعدها ينمو ويتطور الثدي بصورة كبيرة متخطياً معد النمو الطبيعي. بعض المراهقات يكون لديهم نمو الثدي بصورة طفيفة أو تكاد تكون ملحوظة قبل أن يكبر فجأة في فترة قصيرة من الزمن.
وقد يسبب هذا عدم راحة جسدية بشكل كبير. من الأشياء الأخرى في النساء المصابات بتضخم الثدي العذري هو كبر حجم الحلمة أيضاً. في الحالات الشديدة قد يكون هناك تضخم في البظر.

### تضخم الثدي في الأطفال
تم توثيق حالات لحدوث تضخم الثدي في الأطفال.

## الأسباب
لم يتم بعد الفهم القوي لسبب النمو السريع للنسيج الضام في الثدي.